# Édouard Osy de Zegwaart
Le baron Edward Osy de Zegwaart, né à Deurne le 24 mars 1832 et mort à Ekeren le 5 décembre 1900, est un homme politique belge. 

## Biographie
Édouard Osy de Zegwaart est le fils de Jean Osy.
Marié avec Mathilde Villers, il est le beau-père de Paul van Reynegom de Buzet, d'Adolphe Mols, d'Alphonse Ullens de Schooten et d'Albert Peers de Nieuwburgh.

## Mandats et fonctions
- Conseiller communal d'Anvers
- Membre du Conseil provincial d’Anvers (1864-1876)
- Sénateur (1877-1878)
- Membre de la Chambre des représentants de Belgique (1880-1889)
- Gouverneur de la province d'Anvers (1889-1900)

## Distinctions
- Commandeur de l'ordre du Lion néerlandais (en 1886).
- Grand officier de l'ordre d'Orange-Nassau

## Sources
- Jean-Luc De Paepe, Christiane Raindorf-Gérard, "Le Parlement belge 1831-1894. Données biographiques"